# Planetarisk tåge
En planetarisk tåge er en type emissionståge, som består af en ekspanderende og lysende skal af plasma, der udkastes fra visse stjerner i den sene livsfase, hvor de befinder sig i den asymptotiske kæmpegren i Hertzsprung-Russell-diagrammet. Betegnelsen opstod i forbindelse med de første observationer af dem i det 18'ende århundrede, fordi de lignede gigantplaneter, når de blev set gennem små, optiske teleskoper. Betegnelsen har derfor ingen relation til planeterne i solsystemet. Planetariske tåger er et fænomen med en i astronomisk sammenhæng meget kort levetid på få gange titusind år i modsætning til stjerners typiske levetid på adskillige milliarder år.
Mod slutningen af en stjernes liv i den fase, hvor den er en rød kæmpestjerne, slynges dens ydre lag udad på grund af pulseringer og stærke stjernevinde. Den varme og lysende kerne, som derefter er frilagt for disse uigennemskinnelige lag, udsender ultraviolet stråling, som ioniserer de udkastede lag. Denne energitilførsel giver anledning til, at skallen lyser og ses som en planetarisk tåge.
Planetariske tåger spiller en afgørende rolle i den kemiske udvikling af en galakse ved at berige det interstellare rum med materiale, som indeholder metalrige grundstoffer og andre produkter fra stjernenukleosyntese (som carbon, nitrogen, ilt og calcium). I de fjerneste galakser kan planetariske tåger være de eneste objekter, som det er muligt at benytte til at indhente nyttig information om den relative mængde af kemiske stoffer.
I de senere år har billeder fra Hubble-rumteleskopet afsløret, at mange planetariske tåger har særdeles komplekse og varierende morfologier. Omkring en femtedel af dem er omtrent sfæriske, men flertallet af dem udviser ikke sfærisk symmetri. De mekanismer, som giver anledning til den store variation i former og egenskaber, er endnu ikke forstået, men dobbeltstjerner, stjernevinde og magnetiske felter kan alle spille en rolle i denne forbindelse.

## Observationer
Planetariske tåger er svagtlysende objekter, og ingen kan ses med det blotte øje. Den første planetariske tåge, som blev opdaget, var Dumbbelltågen i stjernebilledet Ræven, som Charles Messier observerede i 1764 og opførte som M27 i sit Messier-katalog over tågede objekter. I de første observatørers teleskoper med lav opløsning lignede M27 og de senere opdagede planetariske tåger gasplaneter som Uranus, og William Herschel, som fandt denne planet, gav dem betegnelsen 'planetariske tåger', skønt de, som det nu vides, er meget forskellige fra planeter.
De planetariske tågers egentlige natur var ukendt, indtil de første astronomiske spektroskopiske observationer blev gjort i midten af det 19'ende århundrede. William Huggins var en af pionererne i studiet af optiske spektre fra astronomiske objekter ved at bruge et prisme til at sprede deres lys. Den 29. august 1864 tog Huggins som den første et spektrum af en planetarisk tåge, da han analyserede NGC 6543. Hans observationer af stjerner viste, at deres spektre udgjorde et kontinuum afbrudt af mange mørke linjer, og han fandt senere, at mange af de tågede objekter som f.eks. Andromedatågen (som galaksen kaldtes dengang) havde spektre, som helt svarede til stjerners — og det blev da også senere påvist, at disse tåger i virkeligheden var galakser.
Når han imidlertid betragtede Katteøjetågen og andre tilsvarende tåger, fandt han et meget anderledes spektrum, som i stedet kun viste et lille antal emissionslinjer. Den tydeligste af disse befandt sig ved en bølgelængde på 500,7 nanometer, hvilket ikke svarede til en linje fra noget kendt grundstof. Den første teori var, at linjen kunne skyldes et ukendt grundstof, som fik navnet nebulium (fra det latinske ord for tåge, nebula) — en tilsvarende ide som den, som førte til opdagelsen af helium ved analyse af Solens spektrum i 1868.
Mens helium blev isoleret på Jorden ret hurtigt efter at være opdaget i Solens spektrum, blev nebulium det ikke. I det tidlige 20'ende århundrede foreslog Henry Norris Russell, at linjen ved 500,7 nm snarere end at repræsentere et nyt grundstof kunne skyldes et kendt grundstof under ukendte betingelser.
Fysikere viste i 1920'erne, at elektroner i gas med ekstrem lav tæthed kan indtage exciterede metastabile energiniveauer i atomer og ioner, og at disse hurtigt de-exciteres ved kollisioner, hvis tætheden øges. Elektronovergangene fra disse niveauer i nitrogen- og ilt-ioner (N+, O2+ eller OIII (O+)) frembringer 500,7 nm-linjen og andre linjer. Disse spektrallinjer kaldes forbudte linjer og optræder kun i gas med meget ringe tæthed, hvorfor konklusionen af de spektroskopiske observationer blev, at tågerne består af ekstremt fortyndet gas.
De planetariske tågers centrale stjerner er meget varme. Kun når en stjerne har opbrugt alt sit atomare brændsel, kan den falde sammen til en så lille størrelse, hvorfor det efterhånden blev indset, at planetariske tåger opstår i den sidste del af en stjernes levetid. De spektroskopiske observationer viser, at alle planetariske tåger udvider sig, og dette førte til erkendelse af, at de skyldes udkastning af en stjernes ydre lag i dens sidste livsfase.
Mod slutningen af det 20. århundrede gjorde teknologiske fremskridt det muligt at studere planetariske tåger yderligere. Ved hjælp af rumteleskoper kunne astronomer undersøge lys uden for den synlige del af spektret, hvilket ikke er muligt fra jordbaserede observatorier (fordi kun radiobølger og synligt lys når gennem Jordens atmosfære). Studier af infrarødt og ultraviolet lys fra planetariske tåger gav langt nøjagtigere bestemmelse af tågernes temperatur, tæthed og stofindhold. Med CCD-sensor-teknologi kunne meget svagere spektrallinjer måles nøjagtigere, end det havde været muligt tidligere. Billeder i den høje opløsning, som opnåedes fra Hubble-rumteleskopet viste desuden, at mens mange tågers struktur set fra Jorden synes at være enkel og regelmæssig, er deres morfologi i virkeligheden yderst kompleks.
i Morgan-Keenan-spektralklassifikationen anføres planetariske tåger som Type-P, men denne notation benyttes dog meget sjældent i praksis.

## Opståen
Stjerner med en vægt på mere end 8 solmasser (M⊙) ender sandsynligvis deres liv i en dramatisk supernova-eksplosion. Derimod kan stjerner med fra middel til lille masse (ned til 0,8 M⊙) danne en planetarisk tåge ved slutningen af deres eksistens.
I den største del af deres tilværelse skinner stjerner som følge af fusionsreaktioner, der omdanner brint til helium i deres kerne. Det udadgående tryk fra fusionen i kernen afbalanceres af den modsat rettede sammentrykning fra stjernens egen tyngdekraft. Stjerner i denne livsfase befinder sig i den såkaldte hovedserie i Hertzsprung-Russell-diagrammet.
Stjerner med fra middelstor til lille masse vil have opbrugt al brint i deres kerne efter at have befundet sig i hovedserien i tidsrum fra mange gange ti millioner til adskillige milliarder år, og når det sker, vil tyngdekraften dominere og presse kernen sammen, hvilket hæver dens temperatur. Eksempelvis har Solens kerne nu en temperatur på omkring 15 millioner K, men når brinten er opbrugt, vil sammentrækningen få den til at øges til omkring 100 million K.
Som følge af kernens meget højere temperatur udvider stjernens ydre lag sig voldsomt, og den bliver en Rød kæmpe. Ved fortsat sammentrækning stiger temperaturen til sidst til 100 millioner K, hvor heliumkerner begynder at fusionere til carbon og ilt. Den nye fusionsreaktion standser kernens sammentrækning, og heliumforbrændingen danner snart en indre kerne af carbon og oxygen, omgivet af en skal med heliumforbrænding og en skal med brintforbrænding uden om. I dette sidste stadium vil stjernen observationsmæssigt være en Rød kæmpe igen, mens den strukturmæssigt vil være en asymptotisk kæmpegrens-stjerne.
Reaktionshastigheden i heliums fusionsreaktioner er særdeles temperaturfølsom, idet den er proportional med T40 (ved forholdsmæssigt lave temperaturer). Derfor betyder en stigning i temperaturen på kun 2%, at reaktionshastigheden mere end fordobles. Disse forhold gør stjernen meget ustabil: En lille temperaturstigning øger reaktionshastigheden voldsomt, hvilket frigiver store mængder energi og hæver temperaturen yderligere. Derved udvides det helium-forbrændende lag hurtigt, hvilket igen nedsætter temperaturen og giver anledning til sammentrækning. På denne måde opbygges enorme pulseringer, som til sidst bliver store nok til at kaste hele stjernens atmosfære ud i rummet.
De udkastede gasser danner en sky af materiale omkring stjernens nu blotlagte kerne, og efterhånden som stadig større dele af atmosfæren bevæger sig væk, frilægges dybere og dybere lag med stadig højere temperatur. Når der blotlægges lag med en temperatur på omkring 30.000 K, udsendes der tilstrækkeligt mange ultraviolette fotoner til at ionisere den afkastede atmosfære og få den til at lyse, hvorved den er blevet til en planetarisk tåge.

## Levetid
Efter den fase, hvor stjernen har befundet sig i den asymptotiske kæmpegren (AGB-fasen), begynder den korte fase som planetarisk tåge, hvor gasserne bevæger sig væk fra den centrale stjerne med hastigheder på nogle få kilometer per sekund. Den centrale stjerne er nu blevet en rest efter sin AGB-forgænger, nemlig en elektronfattig carbon-ilt-kerne, som har mistet det meste af sin brintbeholdning ved massetabet under AGB. Mens gasserne ekspanderer, undergår den centrale stjerne to udviklingsstadier, hvor den først bliver varmere, fordi den fortsætter med at trække sig sammen, og der fortsat sker brintfusion i skallen omkring kernen, og derefter langsomt afkøles, når denne skal er udtømt for brint ved fusion og massetab. I det andet stadium udstråler den sin energi, og alle fusionsreaktioner ophører, fordi stjernen ikke er tung nok til at frembringe de kernetemperaturer, som ville kræves for at starte fusion af carbon og ilt. Under første stadium bevarer den centrale stjerne konstant luminositet samtidig med, at den bliver stadig varmere og når en temperatur omkring 100.000 K. Under afkølingen i andet stadium bliver den efterhånden så kold, at den ikke længere afgiver tilstrækkelig ultraviolet stråling til at ionisere den stadig fjernere gassky. Stjernen bliver en hvid dværg, og den ekspanderende gassky bliver usynlig for os, hvilket afslutter udviklingsfasen som planetarisk tåge. For en typisk planetarisk tåge går der omkring 10.000 år fra dens dannelse og til stjernens omdannelse.

## Galaktisk genbrug
Planetariske tåger spiller en meget vigtig rolle i den galaktiske kemiske udvikling. Det tidlige univers bestod næsten udelukkende af brint og helium, og det er stjerner, som frembringer de tungere grundstoffer ved fusion. Derfor omfatter gasserne i planetariske tåger en stor bestanddel af grundstofferne carbon, nitrogen og ilt og beriger det interstellare medium med disse stoffer, som under et betegnes metaller af astronomer.
Senere stjernegenerationer vil derfor som udgangspunkt have et større indhold af tungere grundstoffer, når de dannes. Selv om disse stadig vil udgøre en meget lille del af stjernens stof, har de en mærkbar indflydelse på dens udvikling. Stjerner, som dannedes meget tidligt i universets udvikling og derfor kun indeholder minimale mængder af tunge grundstoffer kaldes population II-stjerner, mens yngre stjerner med højere indhold af tunge grundstoffer kaldes population I-stjerner.

## Kendetegn

### Fysiske kendetegn
En typisk planetarisk tåge er omkring et lysår i diameter og består af ekstremt fortyndet gas med en tæthed mellem 100 og 10.000 partikler per cm3. (Til sammenligning er der i Jordens atmosfære omkring 2,5×1019 partikler per cm3.) Unge planetariske tåger har størst tæthed, helt op til 106 partikler per cm3, men med tiden får den fortsatte ekspansion tætheden til at falde. Planetariske tågers masse ligger i området fra 0,1 til 1 solmasse.
Strålingen fra den centrale stjerne opvarmer gasserne til temperaturer på omkring 10.000 K. Gastemperaturen i de centrale regioner er sædvanligvis meget højere end i periferien og kan nå 16.000–25.000 K. Rummet i nærheden af den centrale stjerne er ofte fyldt af en meget varm (korona)-gas med en temperatur på omkring 1.000.000 K. Denne gas stammer fra stjernens overflade og føres bort derfra af en stærk stjernevind.
Tåger kan beskrives som værende stofbegrænsede eller strålingsbegrænsede. I førstnævnte situation er der ikke nok stof i tågen til at absorbere alle de UV-fotoner, der udsendes af stjernen, og den synlige tåge er helt ioniseret. I sidstnævnte tilfælde er der ikke nok UV-fotoner til at ionisere al den omgivende gas, hvorfor der udbreder sig en ioniseringfront udad i den neutrale sky, som omgiver stjernen.

### Antal og fordeling
Der vides nu at være omkring 3.000 planetariske tåger i Mælkevejen, hvilket kan ses i forhold til de anslåede 200 milliarder stjerner, den består af. Tågernes meget korte levetid sammenlignet med den almindelige levetid for stjerner forklarer deres sjældenhed. De findes for det meste nær Mælkevejens plan med den største koncentration nær det galaktiske centrum.

### Morfologi
Kun omkring 20% af de planetariske tåger er sfærisk symmetriske, som for eksempel Abell 39. Der findes en stor variation af former, hvoraf nogle er meget komplekse. Forskellige skribenter har opdelt dem i stjerneformede, skiver, ringformede, irregulære, heliske, bipolære, quadropolære og andre typer også, men de fleste falder dog i følgende tre typer: Sfæriske, elliptiske og bipolære. Tågerne af den sidstnævnte type er stærkest koncentreret omkring det galaktiske plan, og deres oprindelsesstjerner er derfor forholdsvis unge og massive. Modsat er de sfæriske tåger sandsynligvis frembragt af gamle stjerner i lighed med Solen.
Det store antal forskellige former er delvis en projektionseffekt—samme form set under forskellige vinkler vil se forskellig ud. Alligevel er grunden til den overvældende variation af formerne ikke fuldt forstået, men kan have sin årsag i tyngdemæssig interaktion med en følgestjerne, hvis den centrale stjerne er en del af en dobbeltstjerne. En anden mulighed er, at planeter omkring stjernen giver forstyrrelser i materialet, mens det bevæger sig væk fra stjernen under tågens dannelse. Det er konstateret, at de fleste tåger med irregulær form er frembragt fra de mest massive stjerner. I januar 2005 offentliggjorde astronomer, at der for første gang var opdaget magnetiske felter omkring de centrale stjerner i to planetariske tåger, og fremsatte den teori, at disse felter helt eller delvis kunne være grunden til deres bemærkelsesværdige former.

## Del af stjernehobe
Planetariske tåger er fundet i fire kugleformede stjernehobe: Messier 15, Messier 22, NGC 6441 og Palomar 6. Derimod er der endnu ikke noget sikkert eksempel på en planetarisk tåge i en åben stjernehob, baseret på konsistent samhørende data for afstand, rødforskydning og vinkelhastighed. Tilfældene NGC 2348 i Messier 46 og NGC 2818 i de respektive åbne hobe med samme navn citeres ofte som bona fide tilfælde, men de er imidlertid en tilfældig virkning af deres placering på samme sigtelinje, hvilket fremgår af, at vinkelhastighederne mellem hobene og de planetariske tåger er uoverensstemmende.
Til dels på grund af deres lille samlede masse har åbne stjernehobe ret dårlig tyngdemæssig sammenhængskraft og har følgelig tendens til at spredes i løbet af relativt kort tid, typisk i løbet af fra 100 til 600 millioner år. Blandt faktorerne bag spredningen er eksterne tyngdevirkninger, men under usædvanlige betingelser kan åbne hobe dog forblive intakte i op til en milliard år eller mere.
De teoretiske modeller forudsiger som nævnt, at planetariske tåger kan dannes fra hovedseriestjerner med fra en til otte solmasser, hvilket betyder, at disses alder vil være 40 millioner år eller ældre. Skønt der er nogle få hundrede kendte åbne hobe indenfor denne aldersgruppering, er der en række begrænsninger i chancen for at finde en stjerne i fasen som planetarisk tåge i dem. En af grundene er, at fasens længde for mere massive stjerner i unge hobe kun er af størrelsesordenen nogle tusinde år, hvilket er et forsvindende kort øjeblik i kosmisk sammenhæng.

## Aktuelle forskningsemner
Det har i lang tid været et problem ved undersøgelsen af planetariske tåger, at afstanden til dem i de fleste tilfælde er dårligt bestemt. For de nærmest liggende er det dog muligt at bestemme afstanden ved at måle deres udvidelsesparallakse. Observationer med høj opløsning foretaget med adskillige års mellemrum vil vise tågens udvidelse vinkelret på synslinjen, mens spektroskopiske observationer af Dopplereffekten giver udvidelseshastigheden i synslinjens retning. Ved sammenligning af vinkeludvidelsen og den afledte udvidelseshastighed kan afstanden bestemmes.
Hvordan der kan fremkomme en så stor variation i formen på planetariske tåger, er et stærkt diskuteret emne. Det menes, at de fleste kan forklares som interaktioner mellem materialer, som bevæger sig væk fra stjernen med forskellig fart. Nogle astronomer tror dog, at dobbeltstjerner må være forklaringen på de mere komplekse og ekstreme former. Grigor Gurzadyan fremsatte i 1960'erne den hypotese, at tågerne kunne være påvirket af magnetiske felter, og sådanne er nu blevet påvist. Magnetiske interaktioner med ioniseret gas kunne være årsagen til nogle planetariske tågers form.
Der findes to metoder til at bestemme mængden af metaller i tågerne. Metoderne baseres på to forskellige typer spektrallinjer: Rekombinationslinjer og exciterede linjer fra sammenstød. Der ses sommetider store uoverensstemmelser mellem resultaterne fra de to metoder. Nogle astronomer forklarer dette ved tilstedeværelsen af små temperaturforskelle i tågerne, mens uoverensstemmelserne i følge andre er for store til, at temperaturvirkninger kan forklare dem, og har fremsat en teori om, at observationerne i stedet kunne være et resultat af, at der findes kolde områder med meget lidt brint. Sådanne områder er imidlertid endnu ikke observeret.